# Mayumi Tanaka
Mayumi Tanaka (田中 真弓, Tanaka Mayumi) (født 15. januar 1955 i Tokyo) er en japansk skuespillerinde og stemmeskuespillerinde. Hun er bedst kendt for sin rolle som Monkey D. Luffy fra manga- og animeserien One Piece.